# Fartygsklass

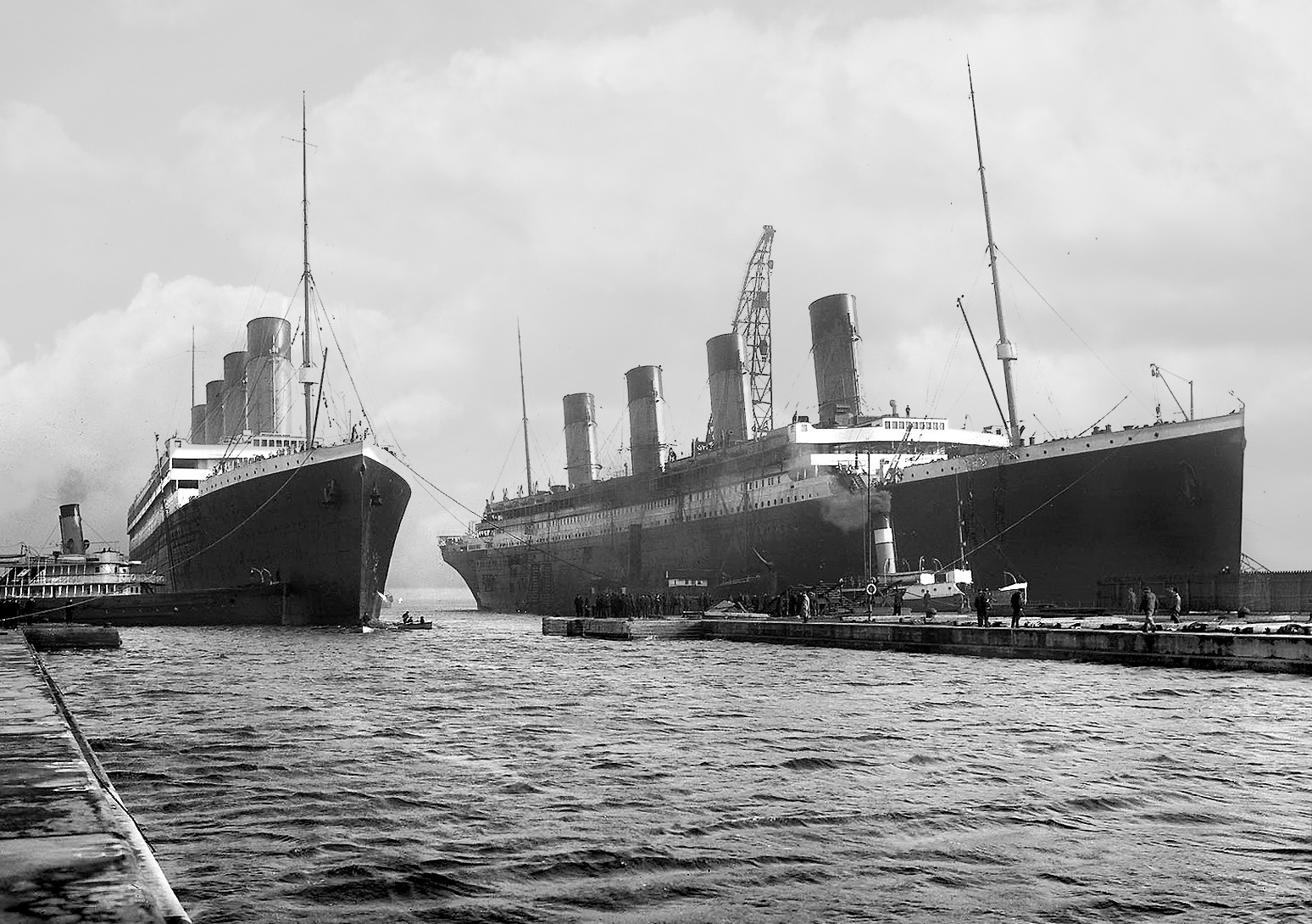
RMS Olympic till vänster och RMS Titanic till höger var oceanångare av Olympicklass.

En fartygsklass är en grupp fartyg av liknande utformning och konstruktion, i allmänhet byggda vid samma skeppsvarv med ungefär samma yttre mått. En fartygsklass kan få ändrad formgivning under byggandet av en serie fartyg, så att de har vissa mindre skillnader.
Bruket att använda fartygsklasser växte fram först på 1920-talet. Det är dock inte ovanligt att även äldre fartyg senare indelats i fartygsklasser även om det inte gjordes under samtiden. Systemet infördes i USA, där det fartyg vars byggande först godkändes av kongressen fick namnge klassen. Om det först godkända fartyget sänktes eller skrotades bytte klassen namn. Denna praxis har inte tillämpats i andra länder vilket leder till att fartygsklasser kan ha olika namn i olika länder. I Europa brukar namnet på det första fartyget som togs i tjänst få namnge klassen. 
Äran-klass är ett exempel på en svensk fartygsklass.